# Лунъань (Наньнин)
Лунъа́нь (кит. упр. 隆安, пиньинь Lóng'ān) — уезд городского округа Наньнин Гуанси-Чжуанского автономного района (КНР).

## История
Во времена империи Хань эти земли входили в состав уезда Цзэнши (增食县). Во времена империи Цзинь он был переименован в Цзэнъи (增翊县). Во времена империи Суй эти земли были включены в состав уезда Сюаньхуа (宣化县).
При империи Тан в 622 году из уезда Сюаньхуа был выделен уезд Ланнин (朗宁县). В 750-х годах из уезда Ланнин был выделен уезд Сылун (思龙县) власти которого разместились в этих местах.
При империи Сун уезд Сылун был в 972 году присоединён к уезду Жухэ (如和县). В 1035 году уезд Жухэ был присоединён к уезду Сюаньхуа. В 1067 году земли бывшего уезда Ланнин были переданы из уезда Сюаньхуа в уезд Уюань (武缘县).
Во времена империи Мин в 1529 году на стыке уездов Сюаньхуа и Уюань был образован уезд Лунъань.
После Синьхайской революции уезд Уюань был в 1912 году переименован в Умин (武鸣县).
После того, как в декабре 1949 года провинция Гуанси была занята войсками НОАК и вошла в состав КНР, уезд был включён в состав Специального района Лунчжоу (龙州专区), но уже в январе 1950 года был передан в состав Специального района Умин (武鸣专区). В декабре 1950 года Специальный район Умин был расформирован, и с 1951 года уезд вернулся в состав Специального района Лунчжоу. В октябре 1951 года Специальный район Лунчжоу был переименован в Специальный район Чунцзо (崇左专区). В декабре 1952 года в провинции Гуанси был создан Гуйси-Чжуанский автономный район (桂西壮族自治区), а в 1953 году Специальные районы Биньян и Чунцзо были объединены в Специальный район Юннин (邕宁专区) Гуйси-Чжуанского автономного района. В 1956 году Гуйси-Чжуанский автономный район был переименован в Гуйси-Чжуанский автономный округ (桂西僮族自治州). В 1958 году автономный округ был упразднён, а вся провинция Гуанси была преобразована в Гуанси-Чжуанский автономный район. Специальный район Юннин был при этом переименован в Специальный район Наньнин (南宁专区). 
В декабре 1958 года уезды Умин и Лунъань были объединены в уезд Улун (武隆县), но уже в мае 1959 года были воссозданы в прежних границах.
В 1971 году Специальный район Наньнин был переименован в Округ Наньнин (南宁地区).
Постановлением Госсовета КНР от 23 декабря 2002 года округ Наньнин был упразднён, и уезд перешёл в состав городского округа Наньнин.

## Административное деление
Уезд делится на 6 посёлков и 4 волости.